# Anatolij Matkewycz
Anatolij Anatolijowycz Matkewycz, ukr. Анатолій Анатолійович Маткевич (ur. 17 czerwca 1977 w Dniepropietrowsku) – ukraiński piłkarz, grający na pozycji obrońcy, a wcześniej pomocnika.

## Kariera piłkarska

### Kariera klubowa
W 1994 rozpoczął karierę piłkarską w klubie Zirka Kirowohrad. Potem występował w ukraińskich klubach Metałurh Nowomoskowsk, Kremiń Krzemieńczuk, Hirnyk-Sport Komsomolsk, Metałurh Zaporoże, Dnipro Dniepropetrowsk i Nafkom-Akademia Irpień. Na początku 2002 został piłkarzem Krywbasa Krzywy Róg, skąd w wiosną 2004 został wypożyczony do Polissia Żytomierz. Zimą 2005 przeszedł do Tawrii Symferopol. W styczniu 2006 otrzymał status wolnego agenta i zasilił skład klubu Krymtepłycia Mołodiżne. W pierwszej połowie 2007 bronił barw syryjskiego Al-Ittihad Aleppo. Latem 2007 powrócił do Ukrainy, gdzie podpisał kontrakt z Desną Czernihów. Na początku 2008 przeszedł do Olimpiku Kirowohrad. Latem 2008 przeniósł się do Komunalnyka Ługańsk, ale po rozwiązaniu klubu wyjechał za granicę. W 2009 występował w uzbeckim Nasaf Karszy. W styczniu 2010 przeszedł do mołdawskiej Dacii Kiszyniów. Latem 2010 powrócił do Ukrainy, gdzie podpisał kontrakt z MFK Mikołajów. Na początku 2012 podpisał kontrakt z FK Sumy.

## Sukcesy i odznaczenia

### Sukcesy klubowe
- finalista Pucharu Mołdawii: 2010